# Skarbiec Koronny na Wawelu

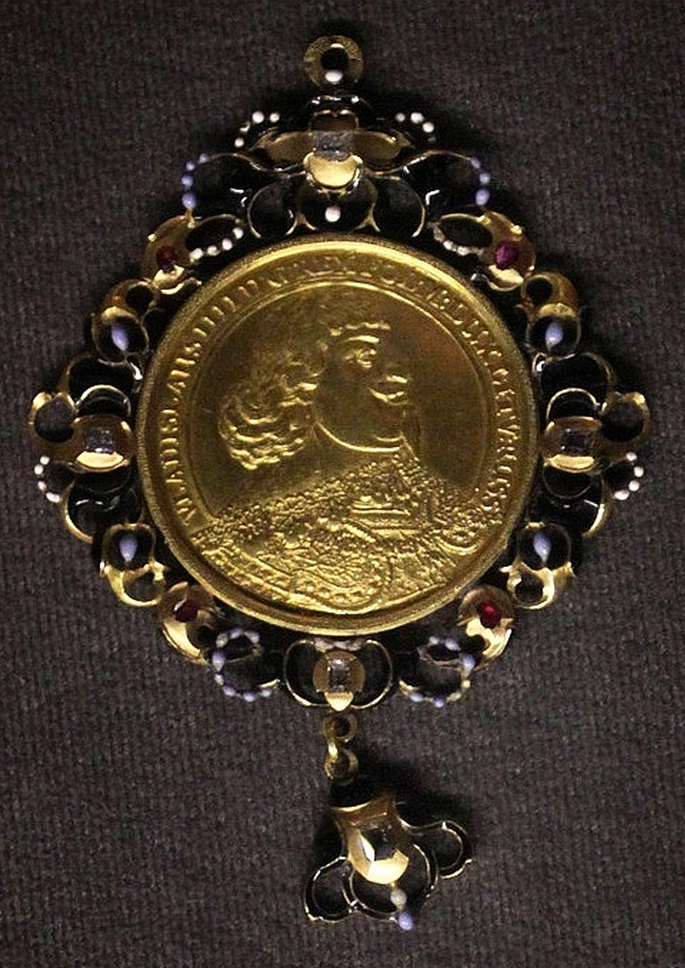
Medal pamiątkowy Władysława IV Wazy

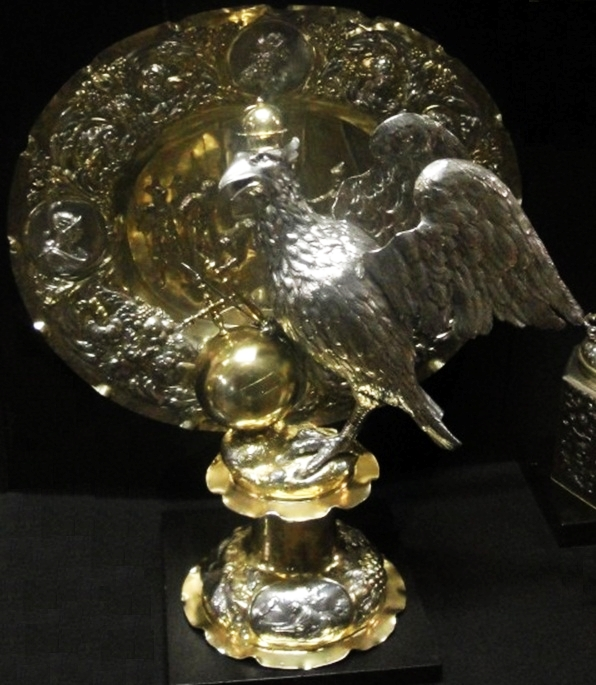
Dzban w kształcie orła z 1666

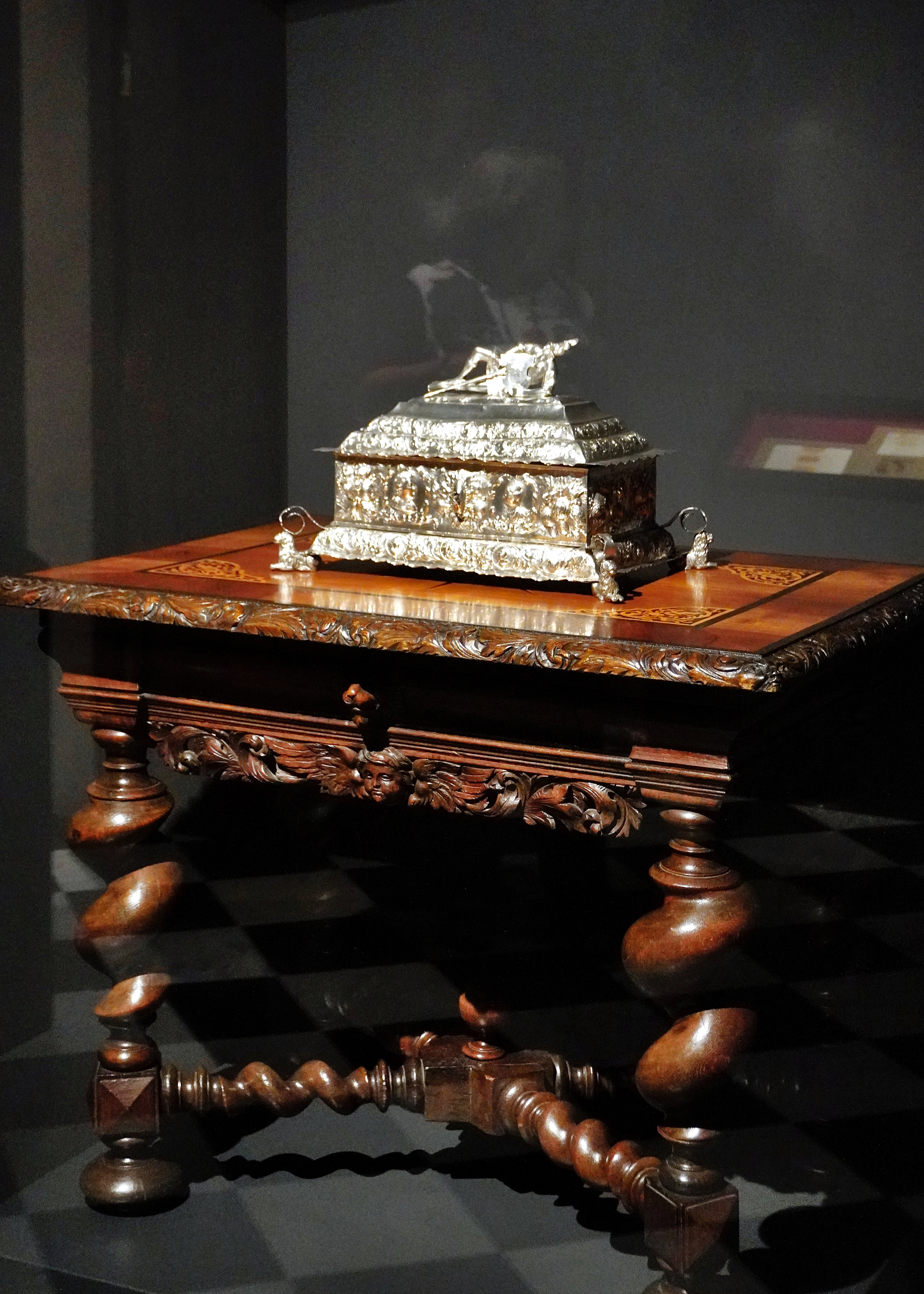
Lada na przybory do pisania – XVIII wiek

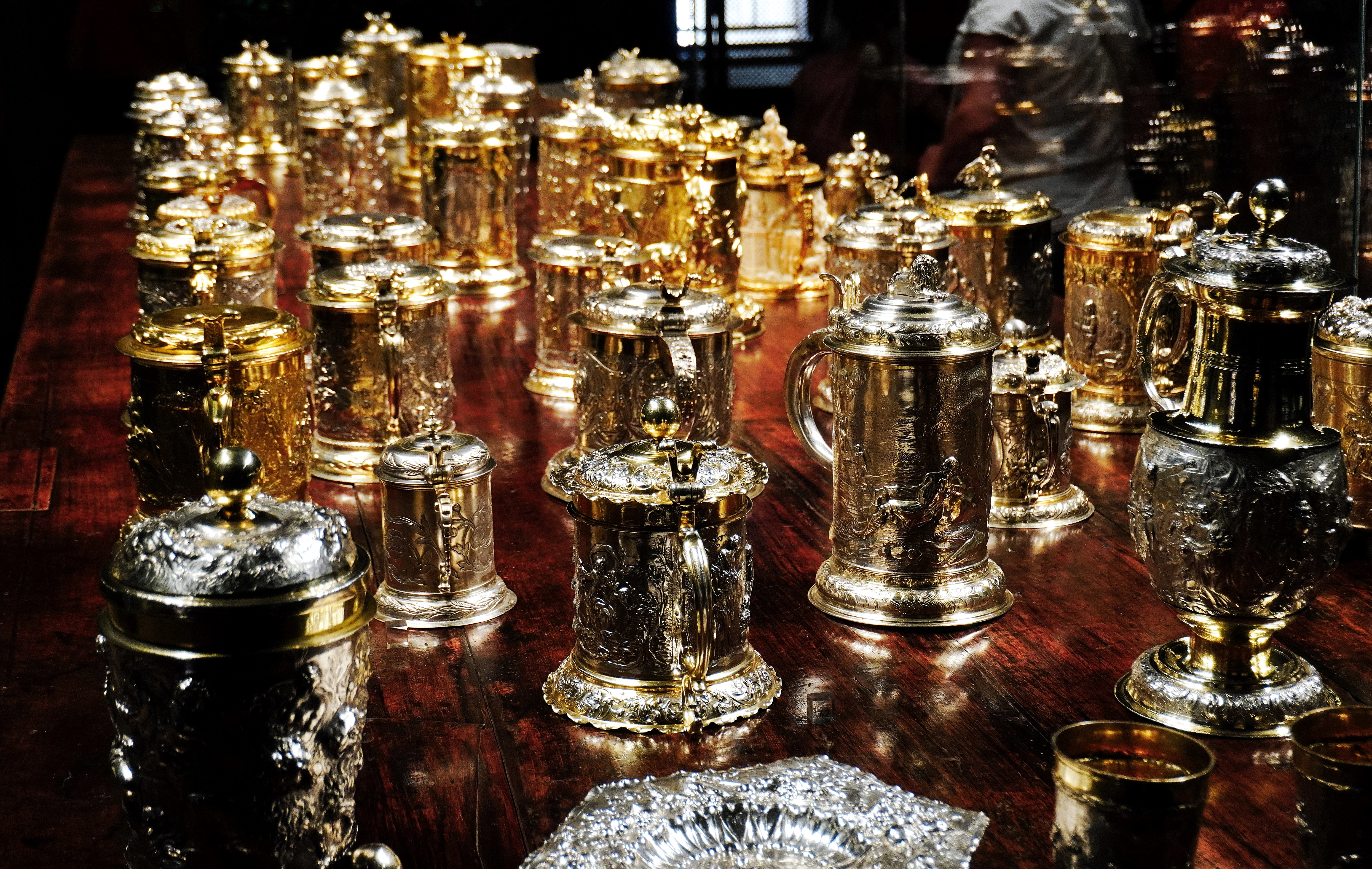
Kolekcja kufli i dzbanów liturgicznych – Gdańsk, Toruń, Królewiec, 1644–1729

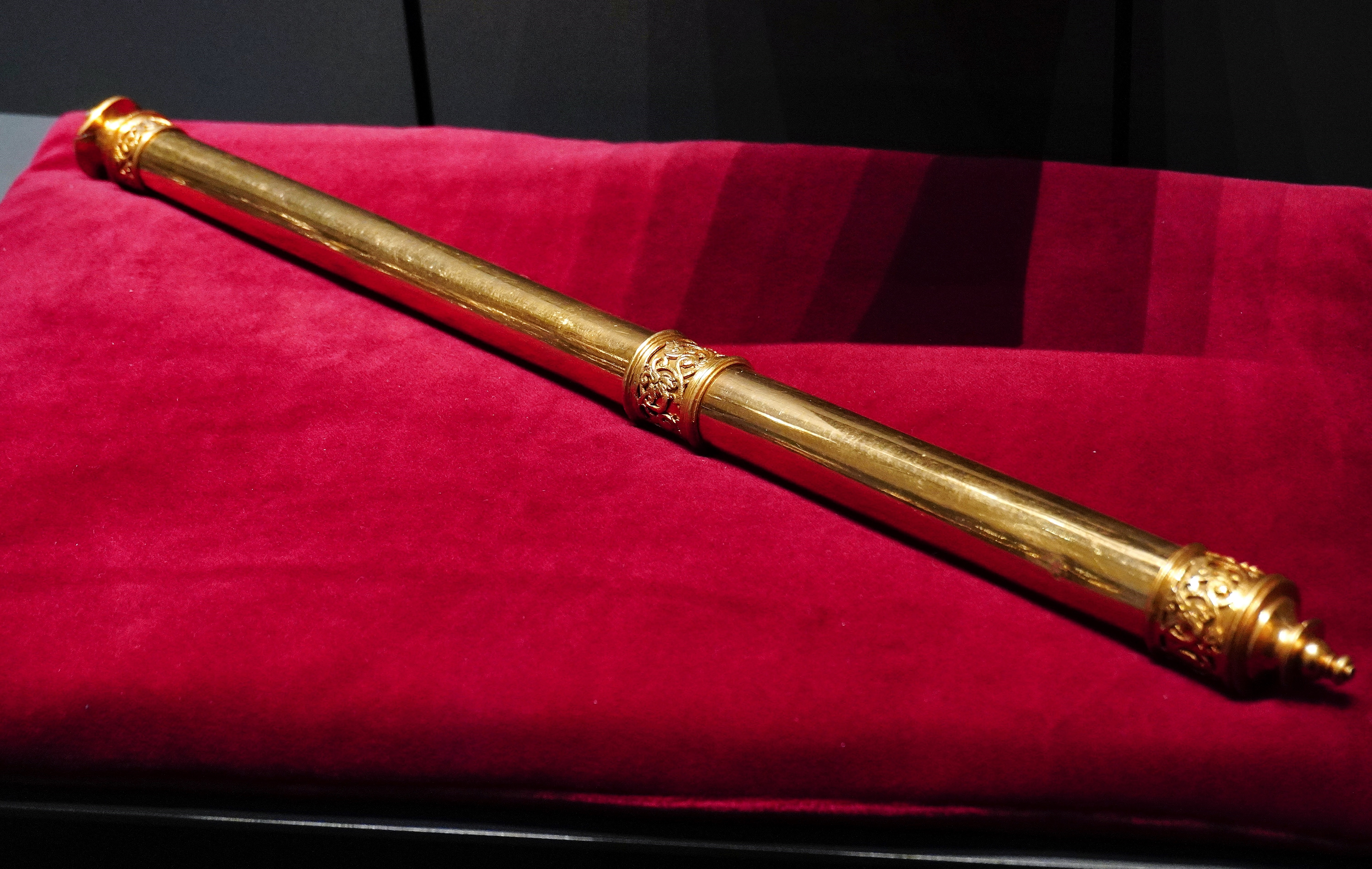
Berło Konstancji Habsburżanki

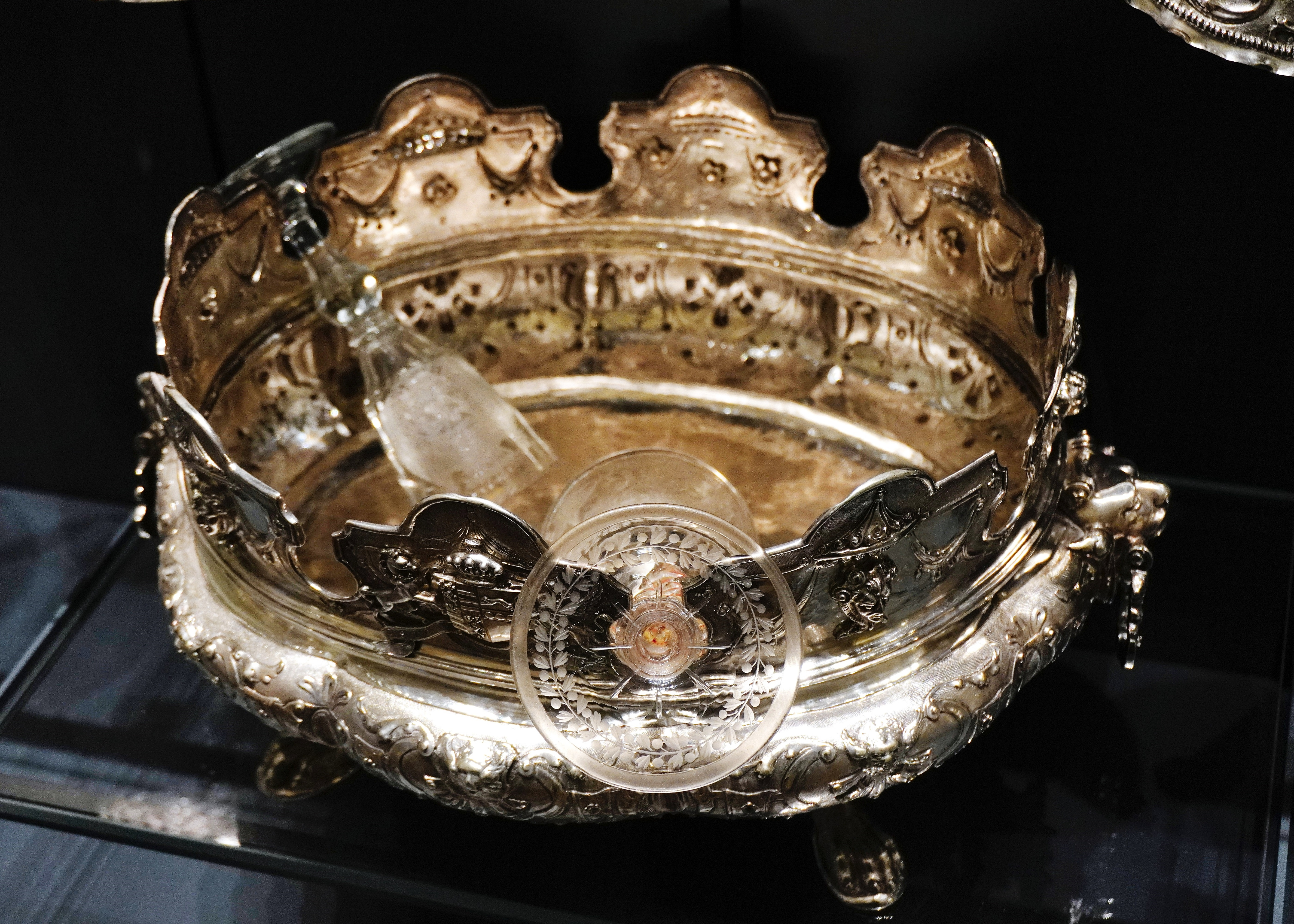
Weriera – XVII wiek

Skarbiec Koronny – wystawa w Zamku Królewskim na Wawelu, zawierająca zbiór pamiątek pozostałych po panujących dynastiach królów Polski.

## Historia
Powstanie Skarbca Koronnego, tj. skarbca przechowującego oznaki władzy monarszej, wiąże się z koronacją Bolesława Chrobrego w Gnieźnie w 1025, będącą pierwszym tego rodzaju obrzędem w dziejach Polski. Sprawione wówczas insygnia, używane też przez kolejnych władców, nie zachowały się. Z początkami polskiej państwowości wiąże się włócznia św. Maurycego, ofiarowana przez Ottona III, zachowana w katedrze na Wawelu.
Władysław I Łokietek dokonał przeniesienia obrzędu koronacyjnego do Krakowa, przyjmując wraz z żoną Jadwigą koronę w katedrze krakowskiej w 1320. Przywiezione z Gniezna insygnia przechowywano w zamku wawelskim, dołączając do nich z czasem nowe korony i klejnoty. Z okazji koronacji królowej Jadwigi i jej męża Władysława Jagiełły sprawiono nowy zestaw insygniów monarszych, którego z nielicznymi wyjątkami używano do końca istnienia Rzeczypospolitej.
Najstarszy inwentarz Skarbca Koronnego na Wawelu, sporządzony w 1475, wymienia m.in. trzy złote korony, dwa berła i jabłka, miecz koronacyjny, Biblię służącą do przysięgi, kosztowne relikwiarze i naczynia, przedmioty pamiątkowe, jak hafty królowej Jadwigi, czy miecze krzyżackie spod Grunwaldu. Do przechowywania tych skarbów oraz archiwum koronnego służyły gotyckie sale na parterze w północno-wschodnim narożniku zamku.
Na początku XVI w. Skarbiec Koronny stał się instytucją państwową podlegającą kontroli Sejmu, oddzieloną od prywatnego skarbca monarszego. Liczne kosztowności i pamiątki napłynęły do skarbca za panowania Zygmunta I, lecz ogromne jego wzbogacenie nastąpiło dopiero w 1572 po śmierci Zygmunta Augusta – ostatniego Jagiellona na polskim tronie, który zapisał Rzeczypospolitej legendarne zbiory dzieł sztuki i klejnotów.
Dawny zespół insygniów królewskich wzbogacił się o dwie korony, berła i jabłka, trony i baldachimy, liczne naczynia złote i srebrne, kosztowne miecze ceremonialne, w tym dary od papieży, szaty koronacyjne małego Zygmunta Augusta, a przede wszystkim kolekcję klejnotów obejmującą blisko 400 pierścieni, ok. 30 naszyjników i medalionów, 60 zawieszeń, 50 łańcuchów, liczne bransolety, wachlarze, wiele kamieni szlachetnych oprawionych i przechowywanych luzem, sznury pereł, kosztowną wysadzaną kamieniami broń, oporządzenie jeździeckie i przybory myśliwskie. Ale świetność skarbca nie trwała długo.
Z jego zawartości korzystali Wazowie – zwłaszcza Zygmunt III i Jan Kazimierz – w celu pokrycia kosztów prowadzonych wojen. Działalność kolejnych władców, poczynając od Michała Korybuta, pozbawiła do połowy XVIII w. Skarbiec Koronny wszystkich niemal kosztowności. Po raz ostatni użyto królewskich insygniów do koronacji Stanisława Augusta w Warszawie w 1764.
W ostatnim okresie swojego istnienia – pod koniec XVIII w. – Skarbiec Koronny mieścił się w trzech sklepionych pomieszczeniach na parterze, w skrzydle dziedzińca arkadowego na Wawelu. Dostępu do jego zawartości broniły żelazne drzwi zamykane na wiele zamków. Żeby otworzyć zamki, trzeba było użyć ośmiu kluczy, które po jednym mieli podskarbi wielki koronny, kasztelan krakowski i po dwóch wojewodów z Wielkopolski, Małopolski i Litwy. Ostatniej lustracji skarbca dokonano z polecenia Sejmu 18 kwietnia 1792 roku. Lustratorami byli Tadeusz Czacki i Jan Nepomucen Horain, wojewodzic brzeskolitewski, a ochronę stanowił regiment gen. Wodzickiego. Przegląd odbył się przy obecności przedstawicieli stanu duchownego, szlachty i mieszczaństwa. Zgromadzone w skarbcu pamiątki historyczne zostały wystawione na widok publiczny na okres czterech dni. Następnie 21 kwietnia umieszczono je ponownie w pomieszczeniach skarbca, a drzwi komisyjnie zapieczętowano.
W 1795 roku, tuż po upadku Pierwszej Rzeczypospolitej, skarbiec został ograbiony przez Prusaków. W przygotowaniu grabieży brał udział król pruski Fryderyk Wilhelm II. Skradziono 19 najcenniejszych polskich insygniów, w tym koronę Bolesława Chrobrego, koronę królowych, koronę homagialną – insygnium królewskie do odbierania hołdów, koronę węgierską, wykonaną na wzór korony świętego Stefana, którą koronował się Stefan Batory, koronę szwedzką – prywatną koronę dynastii Wazów, cztery berła królewskie, pięć jabłek królewskich, dwa miecze i dwa relikwiarze. Wszystkie przedmioty przetopiono na rozkaz króla Fryderyka Wilhelma II. Uzyskane złoto wykorzystano w roku 1811 na wybicie monet a klejnoty sprzedano. Nieliczne drobne przedmioty pozostawione przez Prusaków trafiły do rąk kolekcjonera polskich pamiątek Tadeusza Czackiego, od którego odkupiła je Izabela Czartoryska do muzeum stworzonego przez siebie w Puławach.
Próbę odtworzenia skarbca podjęto na początku XX w. Stało się to możliwe dzięki odzyskaniu z Rosji po trakcie Ryskim w 1921 dwóch zabytków należących do dawnego Skarbca Koronnego – miecza koronacyjnego zwanego Szczerbcem i arrasów króla Zygmunta Augusta oraz regaliów po Janie III Sobieskim, a także wielu pamiątek po dawnej Rzeczypospolitej, w tym pochodzących ze Skarbca Radziwiłłów w Nieświeżu. We wrześniu 1939 najcenniejsze zabytki wawelskie wraz z zawartością Skarbca i arrasami Zygmunta Augusta wywieziono z Polski. Do kraju powracały partiami – w 1959 i 1961. Dzięki temu oraz pozyskaniu z Muzeum Czartoryskich kilku pamiątek pochodzących z wawelskiego Skarbca Koronnego, było możliwe urządzenie w historycznych salach nowej wystawy, która prezentuje również wiele wysokiej klasy dzieł złotnictwa nabytych przez muzeum lub otrzymanych w darze.